# 読本
読本（よみほん）は、寛延2年（1749年）に刊行された都賀庭鐘『英草紙』以降、幕末にかけて刊行された小説類を指す。

## 概要
中国の稗史を趣向として、勧善懲悪と因果応報を用いて物語をまとめあげ、和漢混淆文で綴った小説である。
山東京伝『忠臣水滸伝』を境界として、前期読本と後期読本に分けられる。前期読本の内容は、中国の白話小説の翻案、百物語風の怪異譚、仏教説話、実録や巷談に基づくものなどである。その後、文運東漸の流れの中で、上方で発生した読本は山東京伝『忠臣水滸伝』以降、江戸が中心となる。後期読本では、これらの要素が統合され、稗史もの・中本もの・図絵ものに分かれる。後期読本の多くを占める稗史ものは、仇討ちもの・御家騒動もの・巷談もの・伝説もの・史伝ものに分けることができる。

## 歴史
当時の中国文学の白話小説から影響を受けて生まれた。白話小説は、唐通事という当時の中国語学習のために、教科書として日本に持ち込まれた。やがて、それらの小説の訓読本が流行し、実用目的ではなく、楽しみとして白話小説を読む者が現れ、その影響を受けて創作や翻訳を行う者も現れた。都賀庭鐘『英草紙』や伊丹椿園『翁草』などが出版された後、上田秋成『雨月物語』が書かれた。一方、曲亭馬琴は建部綾足『本朝水滸伝』を「読本の嚆矢なり」と評している。
江戸では寛政の改革による黄表紙や洒落本の不振以後、浄瑠璃や歌舞伎あるいは実録物などを世界設定を採り、そこへ白話小説や内外の説話集から伝奇的な要素を採り込んでストーリーを構成した作品が書かれはじめた。山東京伝、曲亭馬琴、式亭三馬、十返舎一九、柳亭種彦らがおもな作者として挙げられる。特に、京伝の『忠臣水滸伝』は江戸読本の定型となったと考えられている。一方、上方では、図絵ものや絵本ものといった読本が刊行されるが、文化元年（1803年）に『絵本太閤記』などが絶版となり、読本出版の中心が江戸へと移る。この時期には手塚兎月、暁鐘鳴、栗杖亭鬼卵らが読本を手がけた。
文化5、6年（1808-1809年）頃になると、読本の新作刊行数が前年の倍以上となり、数多くの作品が刊行された。その中で、兄弟作者の関係にあった京伝と馬琴は態度が分かれ、京伝は複雑な内容と凝った造本の読本作品を刊行し、馬琴は短期間に大量の作品を出版した。やがて、馬琴は京伝の態度を批判するようになった。
三馬・京伝没後の文化文政年間、および馬琴が『南総里見八犬伝』を完結させた天保年間以後は出版点数が乏しくなり、松亭金水が活躍する以外には、既存の読本作品を合巻化する手法が多くの版元で採用され、刊行巻数を重ねた。例えば、曲亭馬琴『南総里見八犬伝』の合巻化作品は、笠亭仙果『八犬伝犬の草紙』や二世為永春水・鳳簫庵琴童・仮名垣魯文『仮名読八犬伝』として合巻化され、曲亭馬琴『椿説弓張月』も楽亭西馬・仮名垣魯文『弓張月春廼霄栄』として合巻化された。
天保の改革以降、人情本や合巻同様、読本も衰退し始める。そのようななかで、文政年間から明治にかけて、岳亭定岡と知足館松旭によって『神稲水滸伝』が執筆・出版され、『八犬伝』に迫る長編となった。幕末期に入ると、大坂の河内屋茂兵衛による版木買い占めと大量出版が起こり、読本刊行は上方中心となる。
1885年（明治18年）坪内逍遥は『小説神髄』の中で、読本を旧時代の代表として否定した。

## 代表的な読本
- 『雨月物語』上田秋成
- 『南総里見八犬伝』曲亭馬琴
- 『繁夜話』都賀庭鐘
- 『英草紙』都賀庭鐘
- 『本朝水滸伝』建部綾足
- 『椿説弓張月』曲亭馬琴